# 서재형 (배우)
서재형(徐在亨), 1990년 4월 2일 ~ )은 가수 활동한 전력이 있는 대한민국의 배우이다. 과거 그룹 '에이젝스'의 멤버였다.

## 경력
2012년 에이젝스가 출연한 MBC MUSIC 《MAKING THE STAR》로 처음 모습을 알렸으며 같은 해 6월 2일 《쇼! 음악중심》에서 첫 싱글 《ONE 4 U》 로 정식 데뷔하였다.
2014년 동명의 웹소설을 원작으로 한 네이버 TV 웹드라마 《뱀파이어의 꽃》에서 주연 루이 역으로 출연하면서 연기자로 본격 데뷔했다. 뱀파이어와 인간의 사랑을 다룬 작품으로, 남자 주인공인 루이 역을 맡아 여자 주인공이자 사람인 서영 역의 김가은과 연기 호흡을 맞췄다.
2015년 1월 8일 논산 훈련소를 통해 입대했고 4주간의 군사기초훈련을 받은 뒤 공익근무를 했으며, 2016년 2월 에이젝스를 탈퇴했다. 2017년 1월 7일 소집해제 후 갤러리나인과 전속계약 했으며, 배우로 전향했다.
같은 해 5월 MBC 드라마 《파수꾼》에서 조수지(이시영)의 강력계 형사 후배인 마진기 형사 역할로 출연했다.

## 음반

### OST
| 앨범 정보                                   | 가수 | 수록곡        |
| ------------------------------------------- | ---- | ------------- |
| 뱀파이어의 꽃 OST - 발매일 : 2014년 7월 9일 | 재형 | - 여기 있을게 |

## 출연 작품

### 드라마
| 연도 | 방송사    | 제목          | 역할   | 비고      |
| ---- | --------- | ------------- | ------ | --------- |
| 2014 | 네이버 TV | 뱀파이어의 꽃 | 루이   | 웹 드라마 |
| 2017 | MBC       | 파수꾼        | 마진기 |           |

## 그 외 출연

### 예능
- 2012년 MBC 뮤직 《쇼챔피언》
- 2012년 MBC 뮤직 《리얼리티 메이킹 더 스타 - DSP보이즈》
- 2013년 온게임넷 《켠김에 왕까지》
- 2014년 QBS 《버추얼 트립 인 모바일》

### CF
- 2010년 BSX
- 2010년 삼성카드
- 2012년 캐주얼브랜드 스프리스
- 2013년 LG U+
- 2015년 중국 Lay's 감자칩